# Geurae, gajok
Geurae, gajok (그래, 가족?), noto anche con il titolo internazionale My Little Brother, è un film del 2017 scritto da Jung Mi-jin e Yoon Pil-joon e diretto da Ma Dae-yeon.
Si tratta del primo film sudcoreano ad essere distribuito dalla The Walt Disney Company.

## Trama
Oh Sung-ho ha due sorelle, Soo-kyung e Joo-mi, quando improvvisamente viene a conoscenza di Nak, che afferma di essere loro fratello; all'interno della particolare famiglia, i tre devono così trovare il modo di gestire il ragazzo di cui neppure sospettavano l'esistenza.

## Distribuzione
In Corea del Sud la pellicola ha goduto di una distribuzione nazionale a cura della Walt Disney Company, a partire dal 15 febbraio 2017.